# Eliezer Kaplan
Eliezer Kaplan, אליעזר קפלן , est un homme politique israélien.

## Biographie
Il est né à Minsk dans l'empire russe aujourd'hui en Biélorussie, en 1891. Il fait ses études à Lubitch et en 1905 il s'inscrit à l'Union générale des travailleurs juifs. En 1917, il devient ingénieur à Moscou. En 1919, il est membre de la délégation ukrainienne lors du Traité de Versailles.
Il s'installe en Palestine mandataire en 1920 et devient directeur technique de la ville de Tel Aviv et est élu au conseil municipal en 1925.
En 1948, il fut parmi les signataires de la Déclaration d'indépendance de l'État d'Israël.
Il est membre du premier gouvernement en 1948, comme ministre des Finances. À ce poste, il présente la loi sur la propriété des absents (concernant les propriétés disponibles des Palestiniens ayant fui la guerre de 1948 ou ayant été expulsés par l’armée israélienne), et qui permet leur distribution aux Israéliens. Pour cette loi, il s’inspire fortement d’une législation similaire du Pakistan.
En 1949, il est ministre de l'industrie, puis à nouveau ministre des Finances dans le gouvernement Ben Gourion III.